# Erika Pluhar
Erika Pluhar (Bécs, 1939. február 28. –) osztrák színésznő, énekes és író.

## Élete
1957 és 1959 között a  Max Reinhardt Szemináriumban (Max Reinhardt-Seminar) és a Bécsi Zene- és Előadóművészeti Egyetemen tanult.
1959 és 1999 között a Burgtheater társulatának tagja volt.
Énekesi karrierje az 1970-es évek elején kezdődött.
1981-ben adta ki az első könyvét.

## Filmjei
- 1961: Die Türen knallen
- 1963: Die Möwe
- 1964: Das vierte Gebot
- 1968: Bel Ami (rendező: Helmut Käutner(wd))
- 1968: Moos auf den Steinen
- 1968: Die Bürger von Calais
- 1969: A felügyelő: Keiner hörte den Schuß című epizód
- 1969: Der Zuschlag
- 1969: Traumnovelle
- 1969: Schwester Bonaventura
- 1970: Hier bin ich, mein Vater
- 1970: Perrak
- 1971: Die Angst des Tormanns beim Elfmeter
- 1971: Die Nacht von Lissabon (Éjszaka Lisszabonban után)
- 1971: Tetthely: Der Richter in Weiss című 11. epizód
- 1972: Monsieur Chasse
- 1973: Reigen (Arthur Schnitzler A körtánc című színdarabja után)
- 1974: Der Schwierige
- 1975: Der Strick um den Hals
- 1976: Die Brüder
- 1977: Gaslicht
- 1977: Tod oder Freiheit
- 1977: Schöner Gigolo, armer Gigolo
- 1978: Die Kameliendame (A kaméliás hölgy(wd) után)
- 1978: Der Mann im Schilf
- 1979: Sonntagskinder
- 1979:  Az Öreg: Neue Sachlichkeit című epizód
- 1983: Liebe ist kein Argument
- 1986: Marmortische
- 1992: Rosalinas Haus (és társrendező)
- 1994: Etwas am Herzen
- 1994: Mrs. Klein
- 1994: Rosen aus Jericho
- 2001: Marafona: ein Film über das Lieben (és társrendező)
- 2009: Udo Proksch – Out of Control
- 2009: Das Ende ist mein Anfang
- 2009: Mein Leben: Erika Pluhar (dokumentáció)
- 2012: Sahara in mir (dokumentáció)
- 2013: Laguna (és rendező)

## Diszkográfia
- 1972: Erika Pluhar singt
- 1974: So oder so ist das Leben
- 1975: Die Liebeslieder der Erika Pluhar
- 1975: Erika Pluhar (Compilation)
- 1976: Hier bin ich
- 1976: Liebeslieder – So oder so
- 1977: Die Wiener Lieder der Erika Pluhar
- 1978: Beziehungen
- 1978: Frühe Jahre (Compilation)
- 1979: Pluhar singt Biermann: Vom Himmel auf die Erden falln sich die Engel tot
- 1980: Erika Pluhar (Compilation)
- 1981: Unterwegs
- 1981: Narben
- 1982: Über Leben
- 1983: Erika Pluhar (NDK-s kiadás)
- 1983: Liebende
- 1984: mit Antonio D'Almeida, Peter Marinoff: Das Trio
- 1985: mit Antonio D'Almeida, Peter Marinoff: Trotzdem
- 1989: Bossa á la Marinoff
- 1990: mit Antonio V. D'Almeida, Peter Marinoff: Wiener Lieder
- 1994: mit Antonio V. D'Almeida, Peter Marinoff: Lieder aus 10 Jahren (Compilation)
- 1996: mit Klaus Trabitsch: Ein Abend am Naschmarkt
- 1996: mit Antonio V. D'Almeida: For ever
- 1998: mit Antonio V. D'Almeida, Klaus Trabitsch, Paulo Jorge: Jahraus, jahrein (Der wienerischen Lieder Teil 2)
- 2000: mit Klaus Trabitsch: I geb net auf
- 2002: Lieder vom Himmel und der Erde
- 2004: Es war einmal – Ein Lebensweg in Liedern (Compilation Box-Set)
- 2006: Damals
- 2006: Lied. Wien. Wir.
- 2011: Mehr denn je – Ein Konzert mit Klaus Trabitsch

## Irodalmi művek (válogatás)(németül)
- Aus Tagebüchern (1981)
- Über Leben : Lieder und ihre Geschichten (1982)
- Lieder (1986)
- Als gehörte eins zum anderen : eine Geschichte (1991)
- Zwischen die Horizonte geschrieben : Lieder, Lyrik, kleine Prosa (1992)
- Marisa : Rückblenden auf eine Freundschaft (1996), Hoffmann und Campe, ISBN 978-3-455-30105-2
- Am Ende des Gartens : Erinnerungen an eine Jugend (1997)
- Matildas Erfindungen (1999)
- Der Fisch lernt fliegen : unterwegs durch die Jahre (2000)
- Verzeihen Sie, ist das hier schon die Endstation? (2001)
- Die Wahl (2003)
- Erika Pluhar: Ein Bilderbuch (2004)
- Die stille Zeit : Geschichten und Gedanken nicht nur zu Weihnachten (2004)
- Reich der Verluste (2005)
- Paar Weise. Geschichten und Betrachtungen zur Zweisamkeit, (Januar 2007), Residenz/Niederösterreichisches Pressehaus, ISBN 3-7017-1472-X, ISBN 978-3-7017-1472-8

## Fordítás
- Ez a szócikk részben vagy egészben  az   Erika Pluhar című német Wikipédia-szócikk fordításán alapul.  Az eredeti cikk szerkesztőit annak laptörténete sorolja fel. Ez a jelzés csupán a megfogalmazás eredetét és a szerzői jogokat jelzi, nem szolgál a cikkben szereplő információk forrásmegjelöléseként.
- Ez a szócikk részben vagy egészben  az   Erika Pluhar című angol Wikipédia-szócikk fordításán alapul.  Az eredeti cikk szerkesztőit annak laptörténete sorolja fel. Ez a jelzés csupán a megfogalmazás eredetét és a szerzői jogokat jelzi, nem szolgál a cikkben szereplő információk forrásmegjelöléseként.